# Дружба (ансамбль)
 Ансамбль «Дружба» — вокальный коллектив из СССР, активно работавший на советской эстраде с 1955 по 1988 год. Особой популярностью пользовался с 1957 по 1978 год. Выступал в сольном отделении, а во втором — сопровождал выступление Эдиты Пьехи. Коллектив оказал существенное влияние на развитие эстрадного искусства в СССР, создав почву для становления жанра вокально-инструментальных ансамблей (ВИА).

## История создания
Как самодеятельный музыкальный коллектив (ещё без названия) был создан весной 1955 года Александром Броневицким (в то время — студентом дирижёрско-хорового факультета Ленинградской консерватории) и группой молодых музыкантов — студентов из стран Восточной Европы, в основном дирижёров. Первоначально включал инструментальный квартет: рояль, электрогитара, контрабас, ударные инструменты и мужскую вокальную группу из восьми певцов. Ансамбль исполнял советские песни и популярные песни разных стран. Через некоторое время, в том же 1955 году солисткой ансамбля стала студентка философского факультета (отделение психологии) Ленинградского государственного университета Эдита Пьеха, до этого певшая в хоре польского землячества. Эдита Пьеха предложила название «Дружба», с которым ансамбль существовал до смерти его руководителя Броневицкого.
На Всемирном фестивале молодежи и студентов в Москве в 1957 году ансамбль выступил с программой «Песни народов мира» и получил золотую медаль. Популярность коллективу принесли выступления по радио, телевидению и записи на грампластинках. С 1957 года ансамбль стал профессиональным коллективом и стал работать в «Ленконцерте».
Окончив обучение в Ленинграде, зарубежные студенты разъехались, и Броневицкий был вынужден искать новых исполнителей для ансамбля. С новыми участниками репертуар ансамбля в 1959 году пополнился новыми номерами. В 1964 году состав ансамбля снова сменился, в нём теперь участвовали представители республик СССР, исполнявшие песни своих народов на национальных языках. В инструментальном составе появились электрогитара и электроорган.
Благодаря режиссёрской одарённости А. Броневицкого, в постановке песенных номеров использовавшего мизансцены, световые эффекты, сценическую бутафорию, жанр «Дружбы» приблизился к «зримой песне». Ансамбль гастролировал в Европе, стал обладателем первой премии Всероссийского конкурса артистов эстрады (1962).
Для ансамбля писали О. Фельцман, А. Пахмутова, А. Флярковский, Г. Портнов, А. Петров. В разные годы в ансамбле работали: Анатолий Королёв, Леонид Алахвердов, Валентин Акульшин, Владислав Чернушенко, Юрий Брагинский, Михаил Бакеркин, Виль Окунь, Мирослав Фикташ, Тойво Соостер, Виталий Коротаев, Мария Кодряну, Вилли Токарев, Анатолий Чижевский, Анатолий Васильев (будущий руководитель ансамбля «Поющие гитары»), Маргарита Владимирова (Васильева), Юрий Капетанаки (фортепиано, в будущем — с Эдитой Пьехой, с Александром Розенбаумом), О. Гусев и другие.
В 1976 году Пьеха рассталась с Броневицким и в 1978 году покинула «Дружбу». После её ухода коллектив продолжал существовать, с ним выступали: Н. Чижевская, Николай Гнатюк, Александр Троицкий, И. Романовская. Однако таким успехом, как при Пьехе, ансамбль уже не пользовался.
Александр Броневицкий скоропостижно скончался на гастролях ансамбля «Дружба» в ночь на 14 апреля 1988 года в городе Нальчике, после его смерти ансамбль прекратил существование.

## Дискография
Диски-гиганты:
- 1960 — Вокальный ансамбль «Дружба» п/у А. Броневицкого (Всесоюзная студия грамзаписи, Д-007081, Д-007082)
- 1963 — Эдита Пьеха, ансамбль «Дружба» (Всесоюзная студия грамзаписи, Д-011551)
- 1966 — Ансамбль «Дружба» и Эдита Пьеха (Мелодия, Д 017985—017986)
- 1967 — Ансамбль «Дружба» и Эдита Пьеха (Мелодия, 33Д-20337, 33Д-20338)
- 1972 — Эдита Пьеха и ансамбль «Дружба» (Мелодия, 33СМ 01745—46)
- 1972 — Эдита Пьеха и ансамбль «Дружба» (Мелодия, 33СМ03169-70)

Миниальбомы:
- 1958 — Двадцать крошечных пальчиков / Мой Янек
- 1958 — Flier’s Song / Autobus
- 1958 —  Вальс свечей / Каштаны
- 1961 — У костра
- 1961 — Ансамбль «Дружба» под упр. А. Броневицкого
- 1962 — Воскресная прогулка
- 1963 — Белые ночи
- 1963 — Tak Lekko
- 1965 — Здравствуй, Рига / Туристы
- 1967 — Белая ночь
- 1968 — Так уж бывает
- 1971 — Зачем снятся сны
- 1971 —  Разноцветные кибитки
- 1974 — Ансамбль «Дружба»
- 1975 — Песни Оскара Фельцмана
- 1975 — Говорите мне о любви
- 1975 — Не завидуйте людям

## Награды
- Лауреат VI Всемирного фестиваля молодёжи и студентов в Москве (1957).
- Лауреат Всероссийского конкурса артистов эстрады (1962)